# Slammiversary XVII
Slammiversary XVII è stata la diciassettesima edizione del pay-per-view prodotto da Impact Wrestling; l'evento ha avuto luogo il 7 luglio 2019 a Dallas (Texas).

## Risultati
| # | Match | Stipulazioni                                                      | Durata |
| - | --- | ----------------------------------------------------------------- | ------ |
| 1 | Willie Mack ha sconfitto Jake Crist, TJP e Trey                                                                                  | Fatal 4-Way match                                                 | 10:00  |
| 2 | The North (Ethan Page & Josh Alexander) (c) hanno sconfitto LAX (Santana & Ortiz) e The Rascalz (Dezmond Xavier & Zachary Wentz) | 3-Way Tag Team match per l'Impact World Tag Team Championship     | 7:20   |
| 3 | Eddie Edwards ha sconfitto Killer Kross                                                                                          | First Blood match                                                 | 11:30  |
| 4 | Moose ha sconfitto Rob Van Dam                                                                                                   | Single match                                                      | 13:50  |
| 5 | Taya Valkyrie (c) ha sconfitto Jessica Havok, Rosemary e Su Yung                                                                 | Four-way Monster's Ball match per l'Impact Knockouts Championship | 11:45  |
| 6 | Rich Swann (c) ha sconfitto Johnny Impact                                                                                        | Single match per l'Impact X Division Championship                 | 14:55  |
| 7 | Brian Cage (c) ha sconfitto Michael Elgin                                                                                        | Single match per l'Impact World Championship                      | 14:10  |
| 8 | Sami Callihan ha sconfitto Tessa Blanchard                                                                                       | Intergender match                                                 | 15:00  |